# Jean-Marc Sétier
Jean-Marc Sétier est un ancien joueur professionnel de basket-ball français. Il est né le 9 avril 1972 à Vénissieux.

## Biographie
En 1993, il est sélectionné au sein de l'Équipe de France espoirs qui obtient la médaille d'argent lors de la première édition des Championnats du monde des 21 ans et moins.

## Carrière

### Joueur
- 1986-1987 :  US Oyonnax
- 1987-1989 :  JDA Dijon
- 1989-1991 :  CSP Limoges
- 1991-1992 :  SLUC Nancy
- 1992-1993 :  Levallois SC
- 1994-1997 :  PSG Racing
- 1997-1998 : Cholet Basket
- 1998-2000 :  Besançon BC
- 2000-2002 :  Angers BC 49
- 2002-2006 :  La Séguinière SLB
- 2006-2008 :  Jubaudière-Jallais BC
- 2008-2011 :  La Séguinière SLB

### Entraîneur
- 2011-2012 :  La Séguinière SLB

### Président
- 2015-2018 :  La Séguinière SLB

## Palmarès
- Champion de France : 1990, 1997
- Vainqueur de la Coupe de France : 1998

Sélection
- Médaille d'argent du Championnat du monde espoirs 1993